# Rotor (telefono)

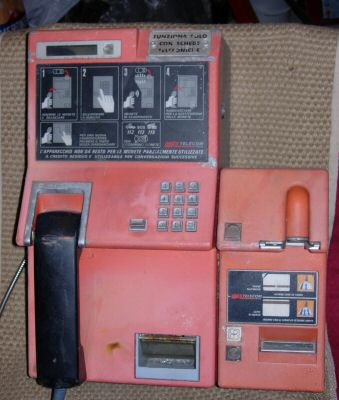
Telefono Rotor predisposto per l'uso esclusivo di schede telefoniche.

Il nome Rotor identifica una serie di telefoni pubblici utilizzati in Italia dalla fine degli anni ottanta fino ai primi anni 2000, quando furono sostituiti dai Digito, in tecnologia ISDN. Era prodotto per conto di SIP e, successivamente, anche di Telecom Italia, dalla IPM, in collaborazione con Urmet.

## Storia
Il telefono Rotor, la cui linea venne partorita dalla penna di Rodolfo Bonetto, fu ideato nella seconda metà degli anni ottanta dall'azienda napoletana I.P.M. (Industria Politecnica Meridionale) su specifiche della SIP. Come avveniva in base agli accordi dell'epoca, i telefoni vennero poi prodotti sia dalla IPM che dall'altro storico fornitore della SIP, la torinese Urmet. Negli anni novanta, la produzione di alcune parti interne fu delegata anche ad altre aziende, fra le quali la fiorentina Sime Telefonia.

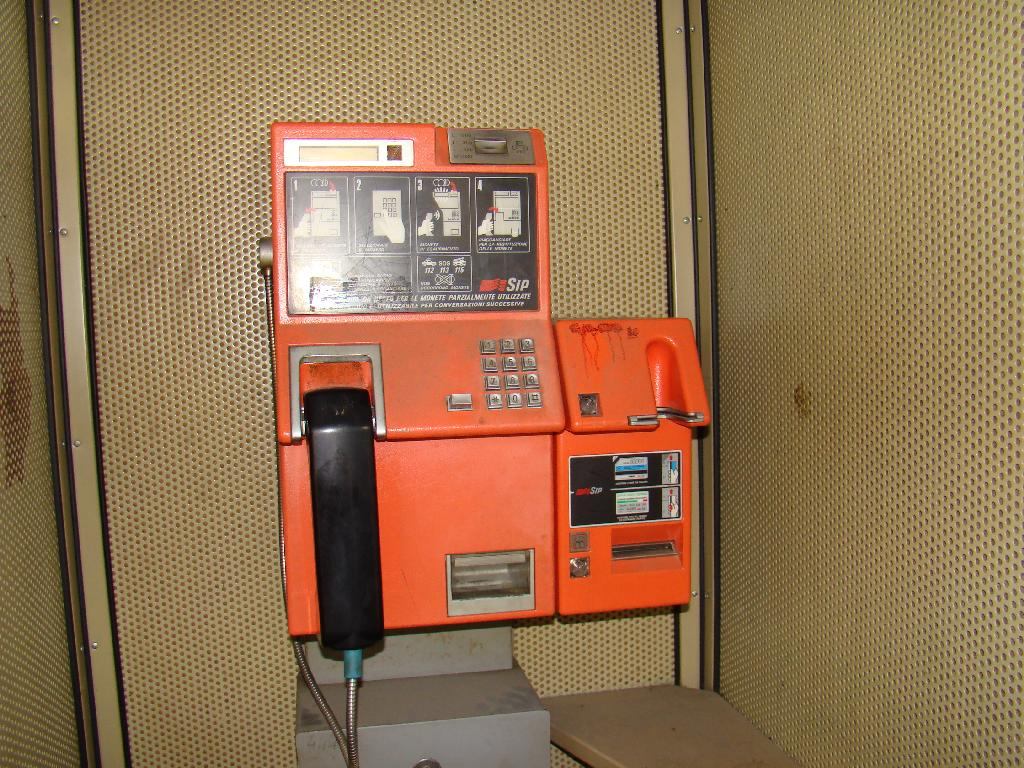
Rotor abilitato per l'uso sia di schede che di monete.

Seguendo i cambiamenti nell'uso del telefono e della comunicazione nella società italiana, lo sviluppo dell'elettronica e l'uso delle linee telefoniche anche per lo scambio dati, nonché la diffusione di mezzi di pagamento prepagati, come carte telefoniche e carte di credito, la SIP, nel 1987, annunciò un piano che prevedeva la sostituzione di tutti i vecchi telefoni pubblici U+I e dei più recenti G+M con apparecchi in grado di svolgere, nel futuro, anche funzioni fax e di invio di messaggi. La linea avrebbe dovuto comprendere i Rotor, rossi, pensati per gettoni, monete e la futura "lira pesante", telefoni pubblici blu a carta telefonica e telefoni pubblici verdi a carta di credito.
Nella realtà, solo il telefono rosso denominato Rotor vedrà la luce. Il suo sviluppo richiederà il tempo necessario per modificarlo ai fini di funzionare sulle linee dell'epoca, essere predisposto per le tecnologie future e, soprattutto, per adattarvi i circuiti in grado di svolgere le funzioni inizialmente addebitate agli altri modelli della linea (predisposizione all'uso di carte telefoniche e di credito). I primi esemplari del Rotor (Rotor I), iniziarono in pratica a diffondersi, con tali aggiornamenti (seconda edizione), all'inizio degli anni '90, in sostituzione degli apparecchi U+I e G+M; sebbene potessero lavorare anche sui dati con tecnologia overvoice, il loro hardware gli permetteva di poter ricevere anche chiamate con un proprio numero di telefono e squillare. In tal modo, potevano essere sia posizionati in luoghi pubblici che sostituiti ai predecessori, senza grossi problemi, nelle linee di tipo domestico di esercizi pubblici e simili. In realtà, complice l'evoluzione delle linee, anche per queste ultime funzioni vennero poi sviluppati apparati diversi (quali il Tuo a schede) che, ubicati in locali (bar, hotel, etc) e funzionanti a scheda o a scatti, lavoravano su linee ISDN, incompatibili con quelle domestiche.

### Il disegno
Di forma a parallelepipedo, con scocca verniciata in rosso/arancione, il corpo base del Rotor, rimasto immutato negli anni, era costituito da un corpo scatolato, incardinato al muro (o ad altro supporto) attraverso un attacco sul suo fondo. Al lato sinistro del corpo del telefono, si trovava l'innesto del cavo della cornetta, con un meccanismo che gli permetteva di essere ruotato; in basso a sinistra, la chiave per aprire la cassetta delle monete e la cassetta stessa, estraibile. Nella parte destra, in alto, era posizionata la chiave per aprire lo sportello frontale. Il telefono era disponibile sia in versione da interno (con i pulsanti in plastica) che in versione corazzata (con i tasti in metallo ed altri rinforzi). Le dimensioni erano 440 × 240 × 185 mm nella versione normale e 705 × 240 × 185 mm nella versione corazzata. Il peso era di circa 16 kg nella versione normale e 32 kg in quella versione corazzata. 
Frontalmente, il Rotor presentava uno sportello unico contenente gli strumenti utili all' utilizzatore.
Vi era una zona centrale orizzontale inclinata verso l'alto che divideva idealmente il telefono in due parti ed ospitava, sulla parte destra, la pulsantiera compresa dei simboli * e #, e, sfalsato a sinistra, il pulsante per riprendere la linea senza riagganciare nel caso in cui dopo aver effettuato una chiamata vi fosse ancora del credito residuo o monete/gettoni parzialmente utilizzati. Nella parte sinistra era ricavato, circondato da una cornice di color alluminio, lo spazio per appendere la cornetta, squadrata, di colore nero, innestata attraverso un gommino celeste nel suo cavo. In posizione di riposo, la cornetta mostrava quindi il suo dorso.
La parte bassa del frontale, parallelo al muro, ospitava, a destra, circondata da una cornice color alluminio, l'apertura per la restituzione gettoni e monete, con il suo sportellino in plastica trasparente. La parte alta, ugualmente parallela al muro, incastonava la targhetta a sfondo nero con le istruzioni per l'uso scritte e iconografiche in bicromia bianca e rossa (marchiata SIP e, successivamente, Telecom); sopra, a sinistra, il display ad elementi che indicava l'importo inserito/rimasto, il numero composto ed altre segnalazioni, affiancato dalla finestrella a zigrinature concentriche che copriva la spia del fuori servizio. Al suo fianco, a destra, nuovamente su un fondo che si inclinava verso l'alto al pari della parte centrale, la fessura per l'inserimento di monete e gettoni, circondata da una placca in alluminio che ospitava anche la serigrafia, incisa, delle tipologie di coni ammessi. 
Sotto al telefono, in alcuni casi, era presente una cassetta blindata per le monete. Una volta sbloccato con l'apposita chiave lo sportello frontale, questo si apriva incardinato a sinistra. L'operatore poteva accedere alla prima piastra che conteneva circuiti elettronici ed elettromeccanici. Per accedere ai circuiti posizionati sul lato posteriore della piastra, incardinata sulla sinistra, era necessario svitare due pomelli; girando così la piastra, si poteva lavorare sul suo lato posteriore o sui circuiti presenti sul fondo del telefono. L'accesso alla cassetta delle monete interna al telefono avveniva attraverso uno sportello diverso, sbloccabile con una serratura che si trovava alla sinistra del telefono. 
È da sottolineare che le cabine esterne con vetri gialli, sovrastate dall'insegna telefonica gialla con la stilizzazione della cornetta in blu, introdotte negli anni settanta e posizionate in strada assieme ai primi telefoni U+I, con il Rotor vennero sostituite da cabine con strutture in alluminio e vetri colorati in rosso.

### La tecnica ed il Rotor I
Il Rotor era alimentato elettricamente con una tensione di circa 100 volt; i criteri di gestione della telefonia (selezione, criteri di incasso) venivano gestiti dal livello 3 del protocollo HDLC in tecnica overvoice. Il selezionatore monete era elettromeccanico ed era in grado di discriminare 6 tipi di pezzi controllando diametro, lega e spessore. Il telefono era predisposto per individuare le monete da 50, 100, 200 e 500 lire italiane ed il gettone telefonico. Il sesto tipo, seppur disponibile, non fu mai utilizzato per nessuno scopo. 
L'apparecchio, sfruttando segnali in frequenza sulla linea telefonica, poteva comunicare in tempo reale con la centrale telefonica, segnalando diversi stati ed allarmi (anche quando era in corso una chiamata) tra cui tentativo di scasso, guasto apparecchio e cassetta raccoglitrice piena. L'operatore in centrale segnalava i problemi ai tecnici, che provvedevano a recarsi sul posto per risolverli.

### Il Rotor II
Con la progressione della tecnologia a pacchetto, e l'introduzione di funzioni accessorie (come l'invio di fax e di sms), il Rotor ha avuto, dopo un paio d'anni dall'inizio del decennio, una seconda versione, denominata Rotor II, con radicali modifiche di circuiteria. Esteticamente identico al primo, il Rotor II, a differenza del primo, che se sostituito al modello U+I direttamente sulla linea del gestore funzionava tranquillamente, non poteva essere utilizzato su linee di tipo domestico, lavorando quindi su connessioni dedicate. Questo gli impediva peraltro di ricevere chiamate.

### Il lettore di schede
Il fatto che il Rotor non fosse nato per la lettura delle schede prepagate appare evidente dal posizionamento del lettore di schede come unità esterna al corpo. Il lettore, infatti, compatibile solo con il Rotor II, era costituito da un elemento a forma di parallelepipedo di dimensioni minori, sempre rosso/arancione e che - affiancato alla destra del telefono - aveva la base a questo coincidente, alzandosi solo fino alla sommità della superficie inclinata dell'apparecchio. Il suo disegno era sviluppato in modo da seguire l'andamento del corpo principale, senza arretrare rispetto a questo.
Il lettore possedeva a sua volta targhette d'uso, spie di malfunzionamento e fessure per l'inserimento e la restituzione delle schede, delineate da cornici e posizionate alla sommità e alle falde del lettore stesso.

### Il Rotor III
Piuttosto che progettare un'integrazione fra accettazione di monete e schede, avvenuta innestando i lettori di schede sui precedenti Rotor, in un unico apparecchio, la IPM, in previsione dell'arrivo dell'euro e dei costi di intervenire su un progetto ormai superato per adattarlo alla nuova moneta, ideò alla fine degli anni novanta alcuni prototipi sperimentali di Rotor 3, dalla forma cubica, e concepiti solo per funzionare a schede telefoniche. Di colore rosso/arancio, il loro disegno assomigliava ad un ibrido fra il telefono ed il lettore di schede. La parte alta, inclinata verso l'alto, ospitava in posizione centrale il tastierino (solo in metallo) affiancato dal rientro per agganciare la cornetta, con una cornice in alluminio; il tutto, cornetta compresa, sempre innestata nel lato sinistro dell'apparecchio, richiamava il Rotor. A destra era presente l'innesto per l'entrata delle schede. Sopra a questi componenti, orizzontalmente, una cornice nera che ospitava, da sinistra a destra, il logo della Telecom Italia, un display multifunzione a fessura con sotto le istruzioni per l'uso ed un pulsante che sovrastava le bandiere relative alle lingue con cui, oltre all'italiano, il telefono poteva dialogare con l'utente (inglese, francese, tedesco e spagnolo). La parte bassa del frontale, parallela al muro, ospitava la fessura di uscita della scheda, la spia di malfunzionamento e una targhetta con il logo del produttore. Alcuni esemplari di Rotor 3, la cui circuiteria permetteva finalmente funzioni quali l'invio di messaggi e fax e l'uso da parte dei non udenti, poi assemblati dalla URMET di Torino, furono posizionati in cabine ed altri ambienti esterni, in sostituzione dei Rotor.

## L'euro e la sostituzione con i Digito
Gli anni 2000 apportarono enormi cambiamenti all'uso del telefono. La diffusione della telefonia mobile a costo sempre inferiore e la possibilità ormai chiara di utilizzare tali dispositivi anche per le funzioni che pochi anni prima parevano avveniristiche su un telefono portatile (inviare file, messaggi, consultare siti web) impose un ripensamento sul senso della telefonia pubblica. 
A partire dal 2000, con l'introduzione dell'euro, a cui il Rotor non è mai stato "convertito", gli apparecchi posizionati presso attività commerciali ed utilizzati direttamente dai clienti senza "passare" per il gestore - fossero essi funzionanti su linea domestica oppure su linee dedicate - furono comunque rimpiazzati da telefoni come il Tuo, apparati piccoli, leggeri, funzionanti solo a schede e solo su linea dedicata. 
Al posto degli altri telefoni Rotor "di strada" le scelte furono binarie: in alcuni casi, iniziò la dismissione delle postazioni, se ritenute non più utilizzate; dove invece i telefoni pubblici risultavano ancora redditizi, al posto dei Rotor vennero installati i telefoni Digito, apparecchi multifunzione e multilingua completamente in metallo, nativi a scheda ma con versioni anche a moneta.